# Final Four Euroliga 1998
La Final Four Barcelona 1998 corresponde al Final Four o etapas semifinales y finales del campeonato de baloncesto de Europa, que en su edición del año 1998 se realizó en Barcelona, España.

## Resultados
- Palau Sant Jordi, Barcelona  - 21 y 23 de abril de 1998

|  | Semifinales         | Semifinales         |    |                  | Final               | Final               |  |
|  | 21 de abril de 1998 | 21 de abril de 1998 |    |                  | 23 de abril de 1998 | 23 de abril de 1998 |  |
|  |                     |                     |    |                  |                     |                     |  |
|  |                     |                     |    |                  |                     |                     |  |
|  | KK Partizan         | 61                  |    |                  |                     |                     |  |
|  | Virtus Bologna      | 83                  |    |                  |                     |                     |  |
|  |                     |                     |    |                  |                     |                     |  |
|  |                     |                     |    |                  |                     |                     |  |
|  |                     |                     |    |                  | Virtus Bologna      | 58                  |  |
|  |                     | AEK Atenas BC       | 44 |                  |                     |                     |  |
|  |                     |                     |    |                  |                     |                     |  |
|  |                     |                     |    |                  |                     |                     |  |
|  |                     |                     |    |                  | Tercer lugar        |                     |  |
|  |                     |                     |    |                  |                     |                     |  |
|  | AEK Atenas BC       | 69                  |    | Benetton Treviso | 96                  |                     |  |
|  | Benetton Treviso    | 66                  |    |                  | KK Partizan         | 89                  |  |

### Partizan – Kinder Bologna
| 21 de abril | Partizan                                  | 61–83                              | Kinder Bologna                            | |  |
| 18:15       | Marcador por tiempos: 25–45, 36–38        | Marcador por tiempos: 25–45, 36–38 | Marcador por tiempos: 25–45, 36–38        | |  |
|             | Estadísticas Brkić 17 Lukovski 10 Brkić 2 | Reporte Pts Reb Asts               | Estadísticas Savić 23 Abbio 5 Danilović 6 | Pabellón: Palau Sant Jordi, Barcelona Asistencia: 9,000 espectadores Árbitros: Miguel Ángel Betancor (ESP), Armand De Keyser (BEL) |  |

#### Benetton Treviso – AEK
| 21 de abril | Benetton Treviso                                     | 66–69                              | AEK                                                  | |  |
| 20:30       | Marcador por tiempos: 36–37, 30–32                   | Marcador por tiempos: 36–37, 30–32 | Marcador por tiempos: 36–37, 30–32                   | |  |
|             | Estadísticas Williams 19 Rebrača, Rusconi 5 Bonora 5 | Reporte Pts Reb Asts               | Estadísticas Anderson 21 Andersen 7 tres jugadores 2 | Pabellón: Palau Sant Jordi, Barcelona Asistencia: 10,500 espectadores Árbitros: Iztok Rems (SLO), Romualdas Brazauskas (LTU) |  |

### Tercer y cuarto puesto
| 23 de abril | Partizan                                         | 89–96                              | Benetton Treviso                                      | |  |
| 18:15       | Marcador por tiempos: 46–54, 43–42               | Marcador por tiempos: 46–54, 43–42 | Marcador por tiempos: 46–54, 43–42                    | |  |
|             | Estadísticas Drobnjak 22 Tomašević 12 Lukovski 3 | Reporte Pts Reb Asts               | Estadísticas Williams 24 Sciarra 7 cuatro jugadores 2 | Pabellón: Palau Sant Jordi, Barcelona Asistencia: 11,900 espectadores Árbitros: Romualdas Brazauskas (LTU), Armand De Keyser (BEL) |  |

### Final
| 23 de abril | Kinder Bologna                                             | 58–44                              | AEK                                               | |  |
| 20:30       | Marcador por tiempos: 28–20, 30–24                         | Marcador por tiempos: 28–20, 30–24 | Marcador por tiempos: 28–20, 30–24                | |  |
|             | Estadísticas Rigaudeau 14 Nesterović 9 Abbio, Sconochini 2 | Reporte Pts Reb Asts               | Estadísticas Lasa 7 Tsakalidis 6 Lasa, Prelević 3 | Pabellón: Palau Sant Jordi, Barcelona Asistencia: 11,900 espectadores Árbitros: Miguel Ángel Betancor (ESP), Iztok Rems (SLO) |  |

## Estadísticas
|                               | Min | Pts | 2p    | 3p   | 1p    | Rdf | Rof | As | FP |
| ----------------------------- | --- | --- | ----- | ---- | ----- | --- | --- | -- | -- |
| Predrag Danilović             | 35  | 13  | 3/8   | 2/4  | 1/2   | 4   | 1   | 1  | 3  |
| Antoine Rigaudeau             | 32  | 14  | 1/4   | 2/6  | 6/6   |     | 2   |    | 3  |
| Hugo Sconochini               | 33  | 10  | 3/10  | 0/2  | 4/4   | 6   | 2   | 2  | 3  |
| Radoslav Nesterovič           | 31  | 6   | 3/4   |      | 0/1   | 8   | 1   |    | 3  |
| Zoran Savić                   | 34  | 7   | 0/3   | 2/2  | 1/4   | 3   | 3   |    | 4  |
| Alessandro Abbio              | 25  | 6   | 2/2   | 0/3  | 2/2   | 1   |     | 2  | 4  |
| Augusto Binelli               | 5   | 2   | 1/1   |      | 0/2   | 1   |     |    | 1  |
| Alessandro Frosini            | 5   |     |       |      |       |     |     |    | 1  |
| Virtus Bologna                |     | 58  | 13/32 | 6/17 | 14721 | 23  | 9   | 5  | 22 |
| Entrenador : Ettore Messina   |     |     |       |      |       |     |     |    |    |
| Branislav Prelević            | 25  | 6   | 1/4   | 1/3  | 1/2   |     |     | 3  | 2  |
| Claudio Coldebella            | 17  | 3   |       | 1/3  |       | 1   |     |    | 2  |
| Willie Anderson               | 35  | 4   | 2/9   | 0/4  |       | 3   | 1   | 1  | 3  |
| Jake Tsakalidis               | 21  | 4   | 1/3   |      | 2/2   | 4   | 2   | 1  | 3  |
| Victor Alexander              | 26  | 5   | 2/7   | 0/1  | 1/6   | 5   |     |    | 4  |
| José Lasa                     | 22  | 7   | 2/2   | 0/2  | 3/5   | 1   |     | 3  | 3  |
| Nikos Chatzis                 | 18  | 4   | 2/3   | 0/1  |       | 2   |     | 1  | 3  |
| Mikkel Larsen                 | 6   | 2   | 0/1   |      | 2/2   |     |     |    | 1  |
| Michalis Kakiouzis            | 11  | 5   | 1/3   |      | 3/4   | 1   | 1   |    |    |
| Michael Andersen              | 19  | 4   | 1/2   |      | 2/2   | 3   | 1   |    | 1  |
| AEK Atenas BC                 |     | 44  | 12/34 | 2/14 | 14/23 | 20  | 5   | 9  | 22 |
| Entrenador : Iannis Ioannidis |     |     |       |      |       |     |     |    |    |

1. ↑   All The Final Fours 1988-2011

- Datos: Q5862085